# Record du Maroc de natation messieurs du 1500 mètres nage libre
Cet article présente l'évolution du record du Maroc de natation messieurs du 1500 mètres nage libre.

## Bassin de 25 mètres
| Temps          | Athlète       | Naissance | Âge | Club | Compétition                       | Lieu        | Date             |
| -------------- | ------------- | --------- | --- | ---- | --------------------------------- | ----------- | ---------------- |
| 16 min 05 s 92 | Adil Bellaz   | 1981      | 19  | USCM |                                   | Paris       | 13 février 2000  |
| -----          |               |           |     |      |                                   |             |                  |
| 15 min 54 s 51 | Morad Berrada | 1991      | 19  |      | Championnats régionaux interclubs | Montpellier | 14 novembre 2010 |

## Bassin de 50 mètres
| Temps          | Athlète       | Naissance | Âge | Club                                  | Compétition                          | Lieu       | Date            |
| -------------- | ------------- | --------- | --- | ------------------------------------- | ------------------------------------ | ---------- | --------------- |
| 16 min 41 s 70 | Jordan Yamin  | 1991      | 17  | WAC                                   |                                      | Casablanca | 27 juillet 2008 |
| 16 min 25 s 51 | Morad Berrada | 1991      | 21  | Nautic club de Nîmes                  | Meeting international d'hiver        | Nancy      | 21 janvier 2012 |
| 16 min 12 s 39 | Chahine Saïd  | 2005      | 17  | Union Sportive des Cheminots du Maroc | 15èmes Championnats d'Afrique Senior | Tunis      | 24 août 2022    |